# Selebi-Phikwe
Cet article concerne la ville minière. Pour le sous-district, voir Selebi Pikwe.
Selibe-Phikwe est une ville minière du Botswana. Située à 402 km de la capitale, Gaborone, la ville est peuplée d'environ 46 766 habitants (en 1998).

## Activité minière
La mine de cuivre était gérée par BCL Limited (en) (Bamangwato Concessions Limited). En difficulté depuis plusieurs années, elle a fermé en 2016.

Vestiges des infrastructures minières (2020).
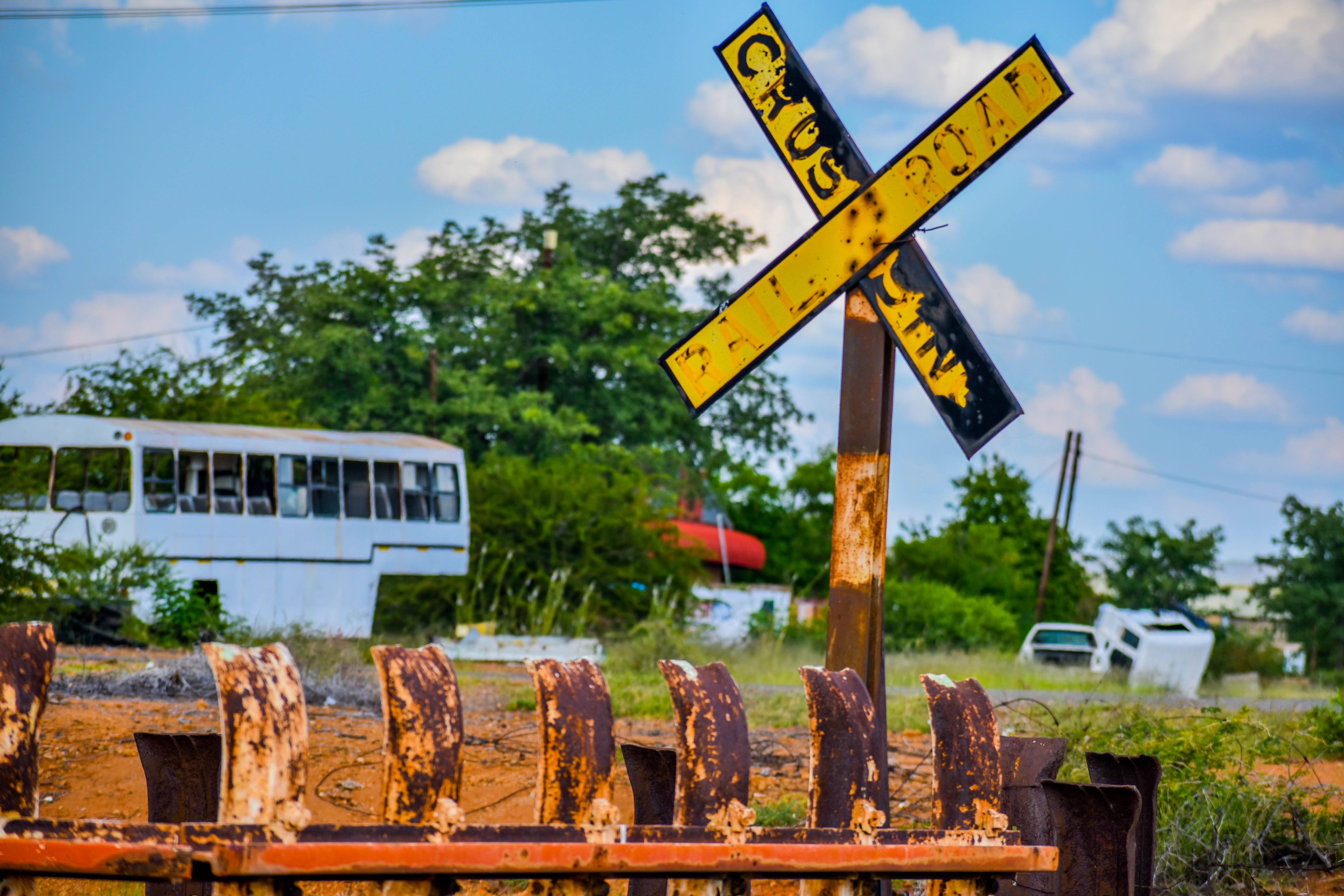
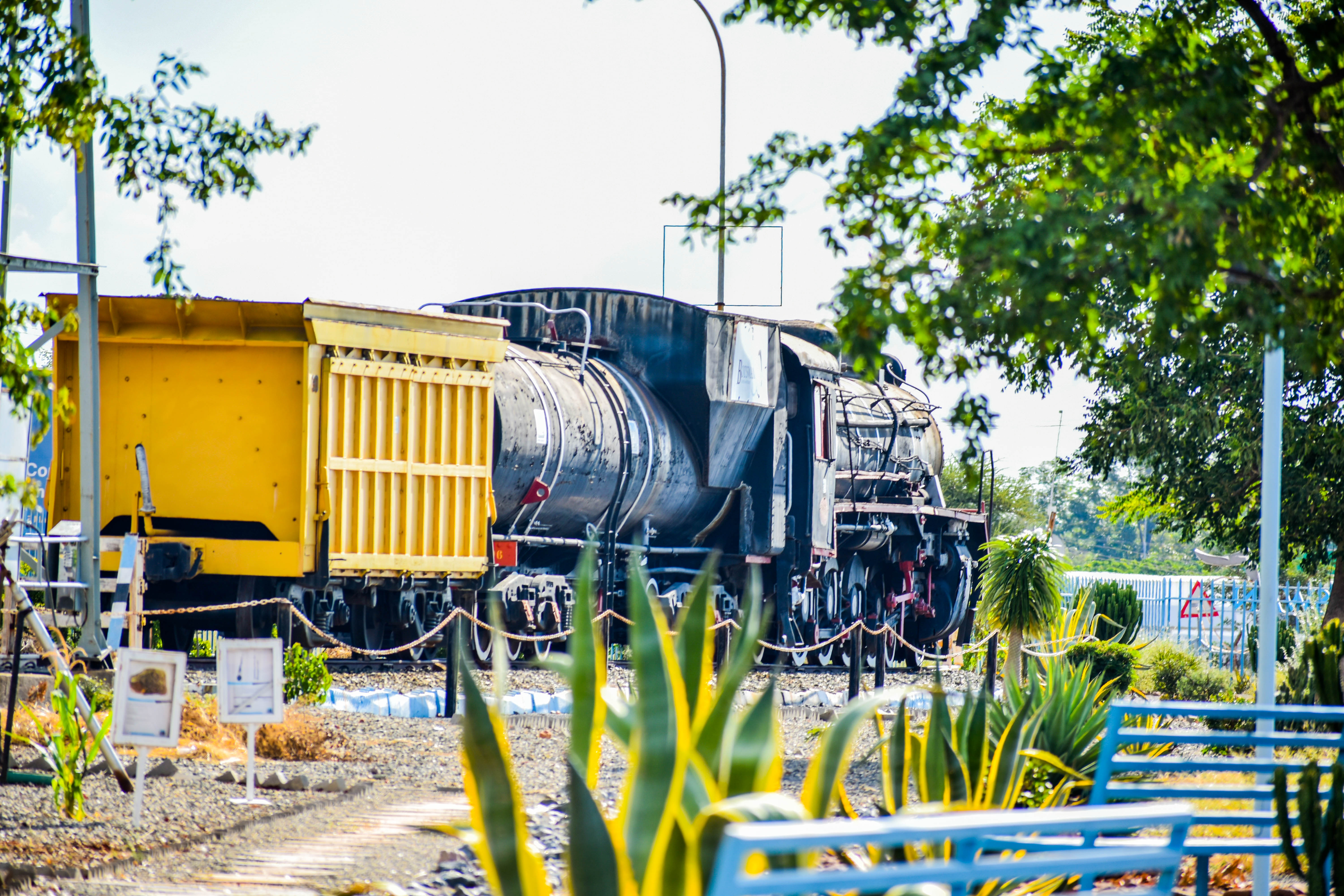
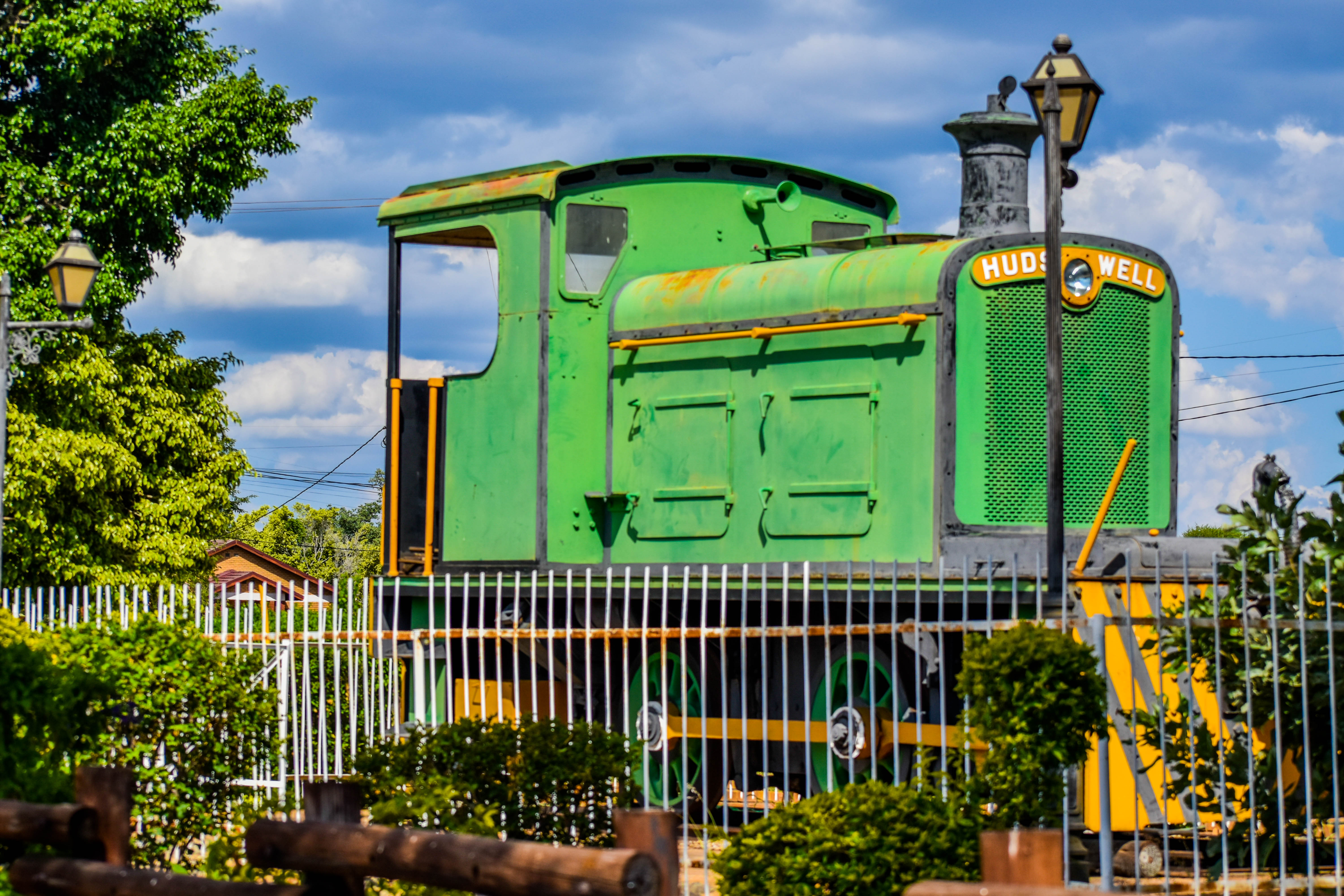
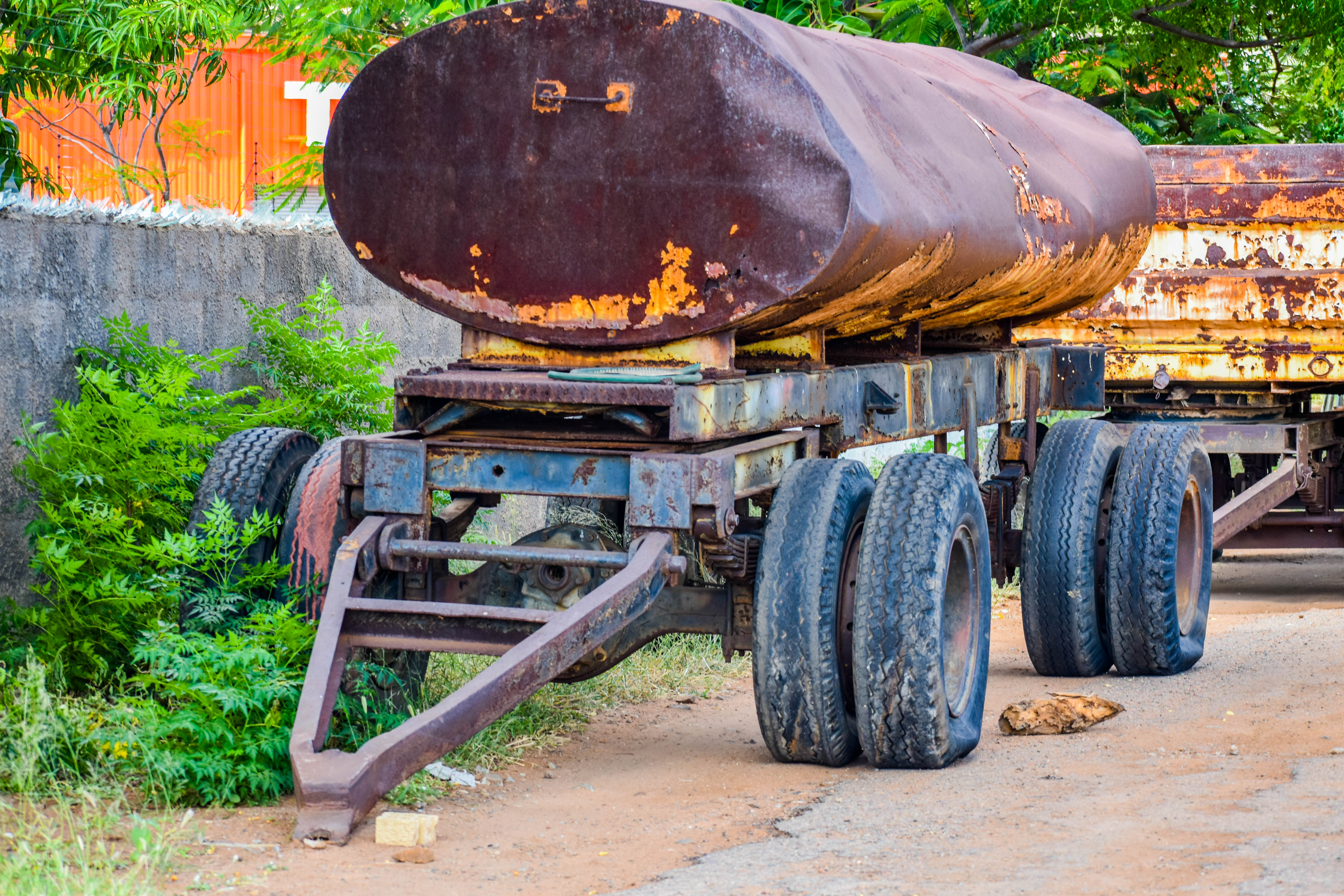